# Final Four Euroliga 2013
El O2 Arena de Londres es el escenario que albergó la Final Four de la Euroliga 2013, según anunció el 12 de mayo de 2012, el presidente de esta competición, Jordi Bertomeu, quien añadió que el acuerdo contempla una cláusula bilateral por la que la sede londinense podría repetir en 2014. Esta fue la primera vez que la capital inglesa organizó la Final Four de la Euroliga, que el año próximo seguirá contando con Turkish Airlines como patrocinador principal.
En el primer partido de semifinales, los griegos de Olympiacos se impusieron por un rotundo 69-52 al presumiblemente favorito, el CSKA Moscú, reeditando la final del año anterior, donde el conjunto griego realizó una de las remontadas más asombrosas en la competición.
El segundo enfrentamiento de semifinales enfrentó a los conjuntos españoles de Real Madrid y FC Barcelona Regal. Tras un vibrante partido donde los equipos se fueron alternando en la ventaja al final de cada cuarto, finalmente venció el conjunto madrileño por 67-74 tras un parcial de 16-26. El Real Madrid de Baloncesto accedió así a la final de la Copa de Europa, actual Euroliga, tras dieciocho años, cuando la conquistase por última vez.
En la final se impuso el equipo griego de Olympiacos B. C., quien revalidó el título logrado en la temporada anterior, algo que no se repetía desde que el Maccabi Tel Aviv lograse los títulos de las ediciones de 2004 y 2005. El título fue el tercero del club heleno, mientras que el español Real Madrid se quedaba a las puertas por sexta vez en su historia.

## Calendario y Resultados
|  | Semifinales                    | Semifinales                    |    |                                | Final                          | Final              |  |
|  | 10 de mayo de 2013             | 10 de mayo de 2013             |    |                                | 12 de mayo de 2013             | 12 de mayo de 2013 |  |
|  |                                |                                |    |                                |                                |                    |  |
|  | 10 de mayo de 2013 (18:00 CET) |                                |    |                                |                                |                    |  |
|  | CSKA Moscú                     | 52                             |    |                                |                                |                    |  |
|  | Olympiacos                     | 69                             |    |                                |                                |                    |  |
|  |                                |                                |    |                                |                                |                    |  |
|  |                                |                                |    |                                | 12 de mayo de 2013 (21:00 CET) |                    |  |
|  |                                |                                |    |                                | Olympiacos                     | 100                |  |
|  |                                | Real Madrid                    | 88 |                                |                                |                    |  |
|  |                                |                                |    |                                |                                |                    |  |
|  |                                |                                |    |                                |                                |                    |  |
|  |                                |                                |    |                                | Tercer lugar                   |                    |  |
|  | 10 de mayo de 2013 (21:00 CET) | 10 de mayo de 2013 (21:00 CET) |    | 12 de mayo de 2013 (18:00 CET) | 12 de mayo de 2013 (18:00 CET) |                    |  |
|  | Barcelona Regal                | 67                             |    | CSKA Moscú                     | 74                             |                    |  |
|  | Real Madrid                    | 74                             |    |                                | Barcelona Regal                | 73                 |  |

### Semifinales
| 10 de mayo de 2013 | CSKA Moscow                                    | 52–69                | Olympiacos Piraeus                                 | |  |
|                    | Parciales: 17-24, 11-16, 8-13, 16-16           |                      |                                                    | |  |
|                    | Estadísticas Weems 13 Kaun 7 Erzeg & Khryapa 2 | Reporte Pts Reb Asts | Estadísticas 13 Hines & Antic 10 Hines 4 Spanoulis | Pabellón: O2 Arena, Londres Asistencia: 9 218 espectadores Árbitros: Gerrino Cerebuch (ITA), Borys Ryzhyk (UKR), Olegs Latisevs (LAT) |  |

| 10 de mayo de 2013 | Barcelona Regal                                        | 67–74                | Real Madrid                                          | |  |
|                    | Parciales: 18-11, 15-28, 18-9, 16-26                   |                      |                                                      | |  |
|                    | Estadísticas M. Huertas 19 A. Tomić 12 C. J. Wallace 3 | Reporte Pts Reb Asts | Estadísticas 17 F. Reyes 6 J. Carroll 9 S. Rodríguez | Pabellón: O2 Arena, Londres Asistencia: 13 193 espectadores Árbitros: Luigi Lamonica (ITA), Ilija Belosevic (SRB), Elias Koromilas (GRE) |  |

### Tercer puesto
| 12 de mayo de 2013 | CSKA Moscow                                                            | 74–73                | Barcelona Regal                                           | |  |
|                    | Parciales: 15-12, 20-23, 24-19, 15-19                                  |                      |                                                           | |  |
|                    | Estadísticas V. Khryapa 16 M. Teodosić & A. Voroncevič 5 M. Teodosić 5 | Reporte Pts Reb Asts | Estadísticas 17 J. Navarro 6 Ante Tomić 6 Š. Jasikevičius | Pabellón: O2 Arena, Londres Asistencia: 10 716 espectadores Árbitros: Robert Lottermoser (GER), Matej Boltauzer (SLO), Elias Koromilas (GRE) |  |

### Final
| 12 de mayo de 2013 | Olympiacos Piraeus                               | 100–88               | Real Madrid                                                       | |  |
|                    | Parciales: 10-27, 27-14, 24-20, 39-27            |                      |                                                                   | |  |
|                    | Estadísticas V. Spanoulis 22 P. Antić 6 A. Law 5 | Reporte Pts Reb Asts | Estadísticas 21 R. Fernández 6 F. Reyes 4 S. Rodríguez & S. Llull | Pabellón: O2 Arena, Londres Asistencia: 15 169 espectadores Árbitros: Gerrino Cerebuch (ITA), Ilija Belosevic (SRB), Borys Ryzhyk (UKR) |  |

| Quinteto inicial:  | Quinteto inicial: | Quinteto inicial:    | P  | R | A |
| ------------------ | ----------------- | -------------------- | -- | - | - |
| B                  | 5                 | Acie Law             | 20 | 5 | 5 |
| E                  | 7                 | Vassilis Spanoulis   | 22 | 2 | 4 |
| A                  | 16                | Kostas Papanikolaou  | 5  | 3 | 1 |
| AP                 |                   | Georgios Printezis   | 5  | 3 | 1 |
| P                  | 12                | Josh Powell          | 2  | 1 | 0 |
| Suplentes:         | Suplentes:        | Suplentes:           | P  | R | A |
| P                  | 4                 | Kyle Hines           | 12 | 5 | 3 |
| AP                 | 6                 | Pero Antić           | 10 | 6 | 2 |
| E                  | 8                 | Stratos Perperoglou  | 10 | 1 | 0 |
| P                  | 9                 | Giorgi Shermadini    | 3  | 1 | 2 |
| E                  | 10                | Kostas Sloukas       | 11 | 0 | 0 |
| A                  | 13                | Martynas Gecevičius  | -  | - | - |
| B                  | 19                | Dimitrios Katsivelis | 0  | 0 | 1 |
| Entrenador:        |                   |                      |    |   |   |
| Georgios Bartzokas |                   |                      |    |   |   |

| Quinteto inicial: | Quinteto inicial: | Quinteto inicial:   | P  | R | A |
| ----------------- | ----------------- | ------------------- | -- | - | - |
| B                 | 23                | Sergio Llull        | 14 | 3 | 4 |
| E                 | 5                 | Rudy Fernández      | 21 | 3 | 3 |
| A                 | 8                 | Carlos Suárez       | 5  | 4 | 0 |
| AP                | 12                | Nikola Mirotić      | 7  | 3 | 0 |
| P                 | 16                | Mirza Begić         | 6  | 0 | 0 |
| Suplentes:        | Suplentes:        | Suplentes:          | P  | R | A |
| E                 | 4                 | Dontaye Draper      | 0  | 0 | 0 |
| AP                | 9                 | Felipe Reyes        | 4  | 6 | 1 |
| B                 | 13                | Sergio Rodríguez    | 17 | 3 | 4 |
| B                 | 20                | Jaycee Carroll      | 5  | 2 | 0 |
| AP                | 44                | Marcus Slaughter    | 9  | 3 | 0 |
| P                 | 50                | Rafael Hettsheimeir | -  | - | - |
| Entrenador:       |                   |                     |    |   |   |
| Pablo Laso        |                   |                     |    |   |   |

| Quinteto inicial:  | Quinteto inicial: | Quinteto inicial:    | P  | R | A |
| ------------------ | ----------------- | -------------------- | -- | - | - |
| B                  | 5                 | Acie Law             | 20 | 5 | 5 |
| E                  | 7                 | Vassilis Spanoulis   | 22 | 2 | 4 |
| A                  | 16                | Kostas Papanikolaou  | 5  | 3 | 1 |
| AP                 |                   | Georgios Printezis   | 5  | 3 | 1 |
| P                  | 12                | Josh Powell          | 2  | 1 | 0 |
| Suplentes:         | Suplentes:        | Suplentes:           | P  | R | A |
| P                  | 4                 | Kyle Hines           | 12 | 5 | 3 |
| AP                 | 6                 | Pero Antić           | 10 | 6 | 2 |
| E                  | 8                 | Stratos Perperoglou  | 10 | 1 | 0 |
| P                  | 9                 | Giorgi Shermadini    | 3  | 1 | 2 |
| E                  | 10                | Kostas Sloukas       | 11 | 0 | 0 |
| A                  | 13                | Martynas Gecevičius  | -  | - | - |
| B                  | 19                | Dimitrios Katsivelis | 0  | 0 | 1 |
| Entrenador:        |                   |                      |    |   |   |
| Georgios Bartzokas |                   |                      |    |   |   |

| Quinteto inicial: | Quinteto inicial: | Quinteto inicial:   | P  | R | A |
| ----------------- | ----------------- | ------------------- | -- | - | - |
| B                 | 23                | Sergio Llull        | 14 | 3 | 4 |
| E                 | 5                 | Rudy Fernández      | 21 | 3 | 3 |
| A                 | 8                 | Carlos Suárez       | 5  | 4 | 0 |
| AP                | 12                | Nikola Mirotić      | 7  | 3 | 0 |
| P                 | 16                | Mirza Begić         | 6  | 0 | 0 |
| Suplentes:        | Suplentes:        | Suplentes:          | P  | R | A |
| E                 | 4                 | Dontaye Draper      | 0  | 0 | 0 |
| AP                | 9                 | Felipe Reyes        | 4  | 6 | 1 |
| B                 | 13                | Sergio Rodríguez    | 17 | 3 | 4 |
| B                 | 20                | Jaycee Carroll      | 5  | 2 | 0 |
| AP                | 44                | Marcus Slaughter    | 9  | 3 | 0 |
| P                 | 50                | Rafael Hettsheimeir | -  | - | - |
| Entrenador:       |                   |                     |    |   |   |
| Pablo Laso        |                   |                     |    |   |   |

| Campeones de la Turkish Airlines Euroleague 2012-13 |
| --------------------------------------------------- |
| Olympiacos Piraeus Tercer título                    |